# Чезари, Гаэтано
Гаэтано Чезари (итал. Gaetano Cesari; 24 июня 1870, Кремона — 21 октября 1934, Сале-Маразино) — итальянский музыковед
.
Учился в Миланской консерватории как виолончелист и композитор, с 1891 г. играл на виолончели в оркестре театра «Ла Скала», затем с 1894 г. в оркестре Гамбургской оперы (под руководством Густава Малера). В дальнейшем изучал музыковедение в Мюнхенском университете под руководством Адольфа Зандбергера, защитив в 1908 г. диссертацию о происхождении мадригала (нем. Die Entstehung des Madrigals im 16. Jahrhundert).
В 1909 году вернулся в Италию. В 1917—1924 гг. был профессором истории музыки в Миланской консерватории. Затем работал хранителем музея в «Ла Скала», вёл отдел музыкальной критики в газете «Corriere della Sera», заведовал серией «Памятники итальянского музыкального искусства» в миланском музыкальном издательстве «Ricordi», открывшейся благодаря подписной кампании, в которой активно участвовал Артуро Тосканини. Опубликовал монографии «Итальянские concerti grossi» (Болонья, 1920), «Андреа и Джованни Габриэли» (Милан, 1931), «Амилькаре Понкьелли в искусстве его времени» (итал. A. Ponchielli nell'arte del suo tempo; Кремона, 1934), а также курс лекций по истории музыки (1931); подготовил (совместно с Алессандро Луцио) издание писем Джузеппе Верди (1913). Посмертно издана книга «Музыка в Кремоне» (1939).